# Culto de los venenos
Culto de los venenos – split album zespołów Anal Vomit i Ordo Caper wydany 1 sierpnia 2016 roku przez wytwórnię Dunkelheit Produktionen.
Wydany został na kasecie magnetofonowej w liczbie 100 kopii.

## Lista utworów

### Anal Vomit
1. „Gods of Perdition” – 3:09
2. „Sendero siniestro” – 2:35
3. „Prevail the Cult” – 2:47
4. „Narcomatanza” – 3:14

### Ordo Caper
1. „Annihilation and Turmoil” – 3:42
2. „Igboddu” – 3:02
3. „Acid Orgy (Goatlord)” – 5:19
4. „Eht Tsrow Sdrow (Goatpenis)” – 4:58

## Twórcy
| Anal Vomit / Ordo Caper w składzie - Noizer – gitary - Destructor – perkusja - Possessor – wokal, gitara basowa Ordo Caper w składzie - Dāniyyêl R'lyeh – gitara prowadząca - Leandro Goat – wokal, gitara basowa, perkusja | Gościnnie - Eythraz - AGR – perkusja (8) - V666 – wokal (7) Personel - Dāniyyêl R'lyeh – projekt okładki |